# Donald Kushner
Pour les articles homonymes, voir Kushner.
Donald Kushner, né le 2 mars 1945, est un producteur américain qui a travaillé avec des productions d'animation, de prises de vues réelles et de théâtre.

## Biographie
Donald Kushner est né le 2 mars 1945, fils d'Ann Gardner. Il a deux sœurs.
Il fréquent un lycée de Providence dans le Rhode Island, et obtient un diplôme de premier cycle de l'Université de Syracuse en 1971 et un diplôme de droit JD de l'Université de Boston en 1973. Il étudie ensuite l'art pendant un an à Florence en Italie.
De retour à Boston, Kushner fonde un cabinet d'avocats qui compte un certain nombre de clients de l'industrie du spectacle, ce qui lui permet de produire des pièces pour la scène de Boston, parmi lesquelles PS Your Cat Is Dead et la première adaptation théâtrale de Player Piano de Kurt Vonnegut.
En 1977, Kushner s'associe au cinéaste d'animation Steven Lisberger et, en 1978, le duo s'installe sur la côte ouest où ils produisent le film d'animation de 90 minutes AnimaOlympic pour NBC, mais qui est finalement abandonné. Les deux associés conçoivent et produisent ensuite le film Tron (1982) pour Walt Disney Pictures.
Après Tron, Kushner s'est associé à Glen A. Larson et Peter Locke pour produire la série télévisée des années 1980 Automan, qui parlait d'un combattant du crime holographique. La série a commencé en décembre 1983 et s'est terminée en août 1984 et a utilisé des effets similaires à ceux vus dans Tron. Kushner et son partenaire, Peter Locke, ont fondé la société Kushner-Locke dans les années 1980, pour produire des films et des séries télévisées.
Kushner a été crédité comme producteur exécutif de la suite de Tron, Tron : L'Héritage (2010).
En mai 2011, Kushner s'est associé à Elie Somaha pour l'achat du Grauman's Chinese Theater et a prévu de restaurer le bâtiment historique, bien que les rumeurs à l'époque disaient qu'il pourrait être transformé en boîte de nuit,. La salle a rouvert ses portes en septembre 2013 en tant que cinéma IMAX, avec des sièges en gradin, tandis que les nouveaux propriétaires ont travaillé avec plusieurs groupes historiques pour maintenir le patrimoine du bâtiment.